# Banyutus lituratus
Banyutus lituratus is een insect uit de familie van de mierenleeuwen (Myrmeleontidae), die tot de orde netvleugeligen (Neuroptera) behoort. 
Banyutus lituratus is voor het eerst wetenschappelijk beschreven door Navás in 1936.